# Brad Martin
Brad Martin (ur. 12 sierpnia 1986 w Hamilton) – kanadyjski snowboardzista, brązowy medalista mistrzostw świata.

## Kariera
Po raz pierwszy na arenie międzynarodowej pokazał się 16 lutego 2002 roku w Cypress Mountain, gdzie podczas zawodów Nor-Am Cup zajął 25. miejsce w halfpipe'ie. W 2004 roku wystartował na mistrzostwach świata juniorów w Klinovcu i Oberwiesenthal, gdzie był szósty w tej konkurencji, a w big air zajął 60. miejsce. Był to jego jedyny start na imprezach tego cyklu.
W zawodach Pucharu Świata zadebiutował 13 grudnia 2003 roku w Whistler, zajmując dziesiąte miejsce w halfpipe’ie. Tym samym już w swoim debiucie wywalczył pierwsze pucharowe punkty. Na podium zawodów tego cyklu po raz pierwszy stanął blisko dwa lata później, 10 grudnia 2005 roku, w tej samej miejscowości, kończąc rywalizację w halfpipe’ie na trzeciej pozycji. W zawodach tych wyprzedzili go jedynie Kazuhiro Kokubo z Japonii oraz Niemiec Vinzenz Lüps. Najlepsze wyniki osiągnął w sezonie 2005/2006, kiedy to zajął 29. miejsce w klasyfikacji generalnej, a w klasyfikacji halfpipe’a był piąty. Piąte miejsce w klasyfikacji halfpipe’a zajął też w sezonie 2007/2008.
Największy sukces osiągnął w 2007 roku, kiedy na mistrzostwach świata w Arosie zdobył brązowy medal w halfpipe’ie. Przegrał tam jedynie z Francuzem Mathieu Crepelem i Kazuhiro Kokubo. Był też między innymi ósmy w big air podczas mistrzostw świata w Whistler w 2005 roku. W 2006 roku wystartował na igrzyskach olimpijskich w Turynie, zajmując szesnaste miejsce w halfpipe’ie. Brał też udział w igrzyskach w Vancouver w 2010 roku i rozgrywanych cztery lata później igrzyskach olimpijskich w Soczi, zajmując w tej konkurencji odpowiednio 23. i 39. miejsce.
W 2015 roku zakończył karierę.

## Osiągnięcia

### Igrzyska olimpijskie
| Miejsce | Dzień     | Rok  | Miejscowość | Konkurencja | Zwycięzca           |
| ------- | --------- | ---- | ----------- | ----------- | ------------------- |
| 16.     | 12 lutego | 2006 | Turyn       | Halfpipe    | Shaun White         |
| 23.     | 17 lutego | 2010 | Vancouver   | Halfpipe    | Shaun White         |
| 39.     | 11 lutego | 2014 | Soczi       | Halfpipe    | Iouri Podladtchikov |

### Mistrzostwa świata
| Miejsce | Dzień       | Rok  | Miejscowość | Konkurencja | Zwycięzca           |
| ------- | ----------- | ---- | ----------- | ----------- | ------------------- |
| 8.      | 21 stycznia | 2005 | Whistler    | Big Air     | Antti Autti         |
| 3.      | 20 stycznia | 2007 | Arosa       | Halfpipe    | Mathieu Crepel      |
| 19.     | 23 stycznia | 2009 | Gangwon     | Halfpipe    | Ryō Aono            |
| 30.     | 24 stycznia | 2009 | Gangwon     | Big Air     | Markku Koski        |
| 11.     | 20 stycznia | 2011 | La Molina   | Halfpipe    | Nathan Johnstone    |
| 10.     | 20 stycznia | 2013 | Stoneham    | Halfpipe    | Iouri Podladtchikov |
| 33.     | 17 stycznia | 2015 | Kreischberg | Half-pipe   | Scotty James        |

### Puchar Świata

#### Miejsca w klasyfikacji generalnej
- sezon 2003/2004: -
- sezon 2004/2005: -
- sezon 2005/2006: 29.
- sezon 2006/2007: 31.
- sezon 2007/2008: 37.
- sezon 2008/2009: 68.
- sezon 2009/2010: 108.
  - AFU[1]
- sezon 2010/2011: 38.
- sezon 2011/2012: 65.
- sezon 2012/2013: 110.
- sezon 2013/2014: 29.
- sezon 2014/2015: 112.

#### Miejsca na podium
1. Whistler – 10 grudnia 2005 (halfpipe) - 3. miejsce
2. Calgary – 3 marca 2007 (halfpipe) - 3. miejsce
3. Calgary – 29 lutego 2008 (halfpipe) - 1. miejsce
4. Stoneham – 9 marca 2008 (halfpipe) - 2. miejsce
5. Stoneham – 10 lutego 2009 (halfpipe) - 2. miejsce